# Банк Таиланда
Банк Таиланда (тайск. ธนาคารแห่งประเทศไทย) — центральный банк Таиланда.

## История
В 1851 году начат выпуск банкнот казначейства. В конце XIX века выпускали банкноты бангкокские отделения частных банков: Банка Индокитая, Привилегированного банка Индии, Австралии и Китая, Банковской корпорации Гонконга и Шанхая.
В 1939 году в качестве департамента Министерства финансов было создано Тайское национальное банковское бюро, начавшее операции 24 июня 1940 года.
28 апреля 1942 года на базе бюро основан государственный Банк Сиама. Банк начал операции 10 декабря 1942 года. В 1949 году банк переименован в Банк Таиланда.

## Музей
В бангкокском дворце Банг Кхун Пхром находится Музей Банка Таиланда.